# Рівір (Міннесота)
Рівір (англ. Revere) — місто (англ. city) в США, в окрузі Редвуд штату Міннесота. Населення — 89 осіб (2020).

## Географія
Рівір розташований за координатами 44°13′18″ пн. ш. 95°21′40″ зх. д. / 44.22167° пн. ш. 95.36111° зх. д. (44.221584, -95.361214).  За даними Бюро перепису населення США в 2010 році місто мало площу 1,49 км², уся площа — суходіл.

## Демографія
Згідно з переписом 2010 року, у місті мешкало 95 осіб у 34 домогосподарствах у складі 23 родин. Густота населення становила 64 особи/км².  Було 40 помешкань (27/км²).
Расовий склад населення:
| - 91,6 % — білих - 4,2 % — чорних або афроамериканців - 3,2 % — корінних американців - 1,1 % — азіатів |

До двох чи більше рас належало 0,0 %. Частка іспаномовних становила 3,2 % від усіх жителів.
За віковим діапазоном населення розподілялося таким чином: 20,0 % — особи молодші 18 років, 67,4 % — особи у віці 18—64 років, 12,6 % — особи у віці 65 років та старші. Медіана віку мешканця становила 41,3 року. На 100 осіб жіночої статі у місті припадало 115,9 чоловіків;  на 100 жінок у віці від 18 років та старших — 137,5 чоловіків також старших 18 років.
Середній дохід на одне домашнє господарство  становив 53 211 долар США (медіана — 28 125), а середній дохід на одну сім'ю — 60 593 долари (медіана — 38 750). За межею бідності перебувало 20,0 % осіб, у тому числі 11,8 % дітей у віці до 18 років та 8,3 % осіб у віці 65 років та старших.
Цивільне працевлаштоване населення становило 38 осіб. Основні галузі зайнятості: освіта, охорона здоров'я та соціальна допомога — 34,2 %, мистецтво, розваги та відпочинок — 23,7 %, виробництво — 13,2 %, будівництво — 5,3 %.